# Buckland (Kent)
Buckland – osada w Anglii, w Kent, w dystrykcie Dover. W 2011 miejscowość liczyła 7580 mieszkańców. Buckland jest wspomniane w Domesday Book (1086) jako Bocheland(e).